# المركز الإقليمي لتطوير البرمجيات التعليمية
المركز الإقليمي لتطوير البرمجيات التعليمية (بالإنجليزية: ReDSOFT)‏ هو منظمة إقليمية غير ربحية أنشئت في الكويت وبدأ عملها في يوليو 2001. تبنى تأسيس المركز كل من الصندوق العربي للإنماء الاقتصادي والاجتماعي وبرنامج الأمم المتحدة الإنمائي
.

## الرؤية
يضطلع المركز بدراسة وتطوير وإنتاج برمجيات ومواد تعليمية مبنية على استخدام الأقراص المدمجة ذات الوسائط المتعددة ونشرها على شبكة الإنترنت، ويعمل بشكل رئيسي على نقل تقنية إنتاج البرمجيات التعليمية إلى المنطقة العربية، وتطوير وتحسين العملية التعليمية في المؤسسات التعليمية بالمنطقة العربية من خلال التوظيف الجيد لتقنيتي الاتصال والمعلومات، من أجل الإسهام بصورة فاعلة في إعداد أجيال من المتعلمين قادرين على التعامل الإيجابي مع معطيات عصر المعلومات بما يؤهل المجتمع بأسره للحاق بركب الدول المتقدمة في هذا المجال والاستفادة القصوى من الثورة التكنولوجية.

## الأهداف
تتمثل أهداف المركز بالآتي:
1. دراسة وتطوير وإنتاج البرمجيات التعليمية المبنية على استخدام الأقراص المدمجة ذات الوسائط المتعددة وشبكة الإنترنت لخدمة المنطقة العربية من خلال المركز أو بالتعاون والتنسيق مع الجهات المعنية
2. دعم وتعزيز الاستخدام الفاعل لتقنيتي الاتصال والمعلومات في النظام التعليمي بالمنطقة العربية
3. نقل تقنية إنتاج البرمجيات التعليمية إلى المنطقة العربية
4. متابعة آخر المستحدثات في تقنية الاتصال والمعلومات وتوظيفهالمصلحة مجالات التعليم والتدريب ودعم مرافق التعليم والتدريب في هذا الشأن

## الخدمات
يقدم المركز استشارات فنية، وتقنية، ومهنية للوكالات والهيئات الحكومية في المنطقة العربية للعمل على توظيف تقنيتي المعلومات والاتصالات
في المجال التربوي وحوسبة التعليم وذلك بالتعاون مع عدد من المؤسسات والمنظمات الإقليمية الدولية ذات الصلة.

## وصلات خارجية
- الصفحة الرئيسية للمركز الإقليمي لتطوير البرمجيات التعليمية